# Dmitrij Dmitrijevič Maksutov
Dmitrij Dmitrijevič Maksutov  (23. travnja 1896. – 12. kolovoza 1964.) bio je ruski/sovjetski optički inženjer i astronom amater. Najpoznatiji je kao izumitelj Maksutov teleskopa. 

## Životopis
Dmitrij Dmitrijevič Maksutov rođen je 1896. ili u Nikolajevu ili u lučkom gradu Odesi, Ruskom Carstvu. Njegov otac, bio je pomorski časnik koji je služio u Crnomorskoj floti, a potjecao je iz obitelji s dugom i uglednom pomorskom tradicijom. Njegov pradjed, Petar Ivanovič Maksutov, dobio je titulu kneza, čime je obitelj podigao u nasljedno plemstvo kao nagradu za hrabrost u borbi. Njegov djed, Dmitrij Petrovič Maksutov, bio je posljednji ruski guverner ruske Aljaske, prije nego što su ga kupile Sjedinjene Države 1867. godine. 
Dmitrij se zainteresirao za astronomiju u ranom djetinjstvu i konstruirao svoj prvi teleskop (180 mm reflektor) kad je imao dvanaest godina. Kasnije je čitao publikacije ruskog optičara Aleksandra Andrejeviča Čikina (1865. – 1924.) koji mu je postao učitelj. Konstruirao je mnogo bolji 210 mm reflektor i započeo ozbiljna astronomska promatranja. S 15  godina bio je već prihvaćen kao član Ruskog astronomskog društva. Tri godine kasnije diplomirao je na Vojnom Nikolajevom inženjerskom institutu u tadašnjem Petrogradu (Sankt Peterburg, Rusija), sada Sankt Peterburško vojno inženjersko-tehničko sveučilište. Između 1921. i 1930. radio je na Institutu za fiziku Sveučilišta u Odesi na području astronomske optike. 
Godine 1930. Maksutov je osnovao Laboratorij astronomske optike pri Državnom optičkom institutu u Lenjingradu i vodio ga do 1952. godine. Ovaj je laboratorij bio jedna od vodećih astronomskih istraživačkih skupina u SSSR-u. Ondje je objavio publikaciju Anaberacijske reflektirajuće površine i sustavi i nove mogućnosti njihova ispitivanja (1932.), u kojoj je analizirao aplatičke sustave dvostrukih zrcala i uveo kompenzacijsku metodu, koju je predložio već 1924. Ovo je postala glavna metoda kontrole ogledala zajedno s metodom sjene. 
Godine 1944. postao je profesor kao rezultat svog rada, a od 1946. član dopisnik Akademije znanosti SSSR-a. Od 1952. radio je u opservatoriju Pulkovo. 
Godine 1962. izabran je u Lenjingradsko gradsko vijeće. Maksutov je umro u tadašnjem Lenjingradu (Sankt Peterburg) 1964. godine. Pokopan je na groblju opservatorija u Pulkovu. 

## Izumi
Maksutovljev najpoznatiji doprinos u području optike dao je 1941. godine, kada je izumio Maksutov teleskop. Poput Schmidtovog teleskopa, i Maksutov ispravlja sfernu aberaciju postavljajući korektivnu leću ispred primarnog zrcala. Međutim, tamo gdje Schmidt koristi asferni korektor na ulaznoj zjenici, Maksutov teleskop koristi duboko zakrivljenu negativnu leću meniskusa punog promjera ("školjku korektora meniskusa"). Dizajn je objavio 1944. godine u radu pod naslovom "Novi katadioptrični meniskusovski sustav". Ovu je metodu usvojio ne samo njegov laboratorij za mnoge najvažnije opservatorije u Sovjetskom Savezu, već i međunarodno. Nekoliko komercijalnih tvrtki za proizvodnju teleskopa proizvode Maksutov teleskope, uključujući Celestron, Meade i Questar. 
Stvorio je mnoge objektivne leće, ogledala i prizme različitih veličina i namjena. Također je stvorio foto-gastrograf (koji se koristi za fotografiranje želuca), igla- mikroskop, instrumente za aerodinamičke cijevi, teleskopske naočale i druge instrumente. 

## Maksutov teleskop
Maksutov-Cassegrain teleskopi su također katadiopteri, ali imaju drugačiju korektivnu leću od Schmidt-Cassegraina. Ta leća je im je i prednost i mana – izuzetno su kontrastni i oštri, no mnogo skuplji od schmidt-cassegraina istog promjera. Zbog toga su popularniji manji promjeri, od 90mm do 127mm. Nekada vrlo popularni 90mm maksutov, Meade ETX, davao je vrlo kvalitetnu sliku, no sada se mogu povoljno kupiti i veći promjeri. 127mm maksutov je odličan prijenosni teleskop koji će pokazati pregršt detalja na planetima.
Zbog svoje konstrukcije maksutov-cassegraini imaju prilično veliku žarišnu duljinu što je nezgodno za teleskope manjih promjera budući da ne mogu lako postići mala povećanja, a na većima objekti izgledaju tamnije. Velik broj optičkih površina znači i veći gubitak svjetlosti pa će objekti u maksutov-cassegrain teleskopi izgledati nešto tamniji nego npr. u refraktoru jednakog promjera.
Pozitivno je što ih uglavnom dolaze već tvornički kolimirani i nije ih moguće, a niti potrebno kolimirati. Nažalost ponekad se dobiju tvornički raskolimirani.
Manji maksutov-cassegrain teleskopi se mogu koristiti na čvršćim foto stativima, ali za veća povećanja je ipak potrebna solidnija montaža. Promjeri od 5“-7“ (127mm – 180mm) su već ozbiljni i kvalitetni instrumenti pogodni za promatranje i fotografiranje planeta, ali manje praktični za deep sky od schmidt-cassegraina.

## Nagrade
- Staljinova nagrada (1941., 1946.)
- dva Ordena Lenjina (1945., 1958.)
- Orden časti (1943.)
- Grand Prix na Expu '58 u Bruxellesu